# 筑摩書房
株式会社筑摩書房（ちくましょぼう）は、日本の出版社。筑摩書房のマーク（空を截る鷹）のデザインは青山二郎作。
文学者を中心に個人全集は、増補改訂し繰り返し刊行するので、「全集の筑摩」と称される。特に『世界文学全集』は多くの類書シリーズを刊行した。ほかに古典・現代文の教科書を現在まで毎年出版する。月刊PR誌に『ちくま』がある。

## 沿革
- 1940年 - 6月18日、東京帝国大学出身の古田晁が創業。名称は、古田の故郷である長野県東筑摩郡筑摩地村（現・塩尻市）にちなむ。
- 1942年 - 臼井吉見、中村光夫、唐木順三を顧問として株式会社筑摩書房設立。
- 1946年 - 月刊誌『展望』を創刊。
- 1948年 - 『中島敦全集』を刊行、毎日出版文化賞を受賞。『展望』6月号から8月号に太宰治の『人間失格』が連載される。
- 1951年 - 月刊誌『言語生活』を創刊。
- 1953年 - 『現代日本文学全集』を刊行開始。
- 1955年 - 『太宰治全集』を刊行。
- 1956年 - 『宮沢賢治全集』を刊行。
- 1957年 - 雑誌『太陽』を創刊。講談社の『日本』との販売競争に敗れ翌年終刊[3]。
- 1958年 - 『世界文学大系』を刊行開始、1969年完結。
- 1962年 - 『定本柳田國男集』を刊行開始、1971年完結。
- 1963年 - 「筑摩叢書」を刊行開始（約360点。1992年まで）。『現代日本思想大系』を刊行開始。
- 1964年 - 『井伏鱒二全集』を刊行。『世界古典文学全集』を刊行開始[注釈 1]
- 1965年 - 『明治文学全集』を刊行開始、1988年完結。
- 1966年 - 古田が社長を退任、竹之内静雄が社長となる。
- 1968年 - 『現代日本文学大系』を刊行開始、1973年完結。
- 1970年 - 和田芳恵『筑摩書房の三十年』（付 図書総目録、非売品）を出版した。『ちくま少年図書館』の刊行開始。
- 1971年 - 『筑摩世界文学大系』を刊行開始、1998年完結。（全91冊）
- 1972年 - 竹之内が退任、井上達三が社長となる。
- 1973年 - 古田が死去。
- 1974年 - 『近代日本思想大系』を刊行開始、1990年完結。
- 1977年 - 臼井吉見『事故のてんまつ』事件が起こり、川端康成の遺族から提訴され、謝罪して絶版とする。岡山猛（1921年 - 1992年）が社長となる。『ちくま少年文庫』の刊行開始。
- 1978年 - 7月12日、業績不振のため会社更生法の適用を申請、経営破綻。前日の11日は「つげ義春全集」（定価1200円）の発売日であった[4]。全集・教科書などの刊行は続けられた。布川角左衛門、関根栄郷弁護士が管財人となり、布川が代表取締役となる。
- 1980年 - 『ちくま少年文学館』の刊行開始。
- 1985年 - ちくま文庫創刊。
- 1986年 - ちくま少年図書館全100巻刊行により、第33回産経児童出版文化賞大賞を受賞。
- 1988年、一般社団法人出版梓会の第4回出版文化賞を受賞。
- 1988年 - 「ちくま文学の森」刊行
- 1991年 - 債務返済が完了し、関根が社長に就任。2月、創立50周年記念出版『筑摩書房図書総目録 1940-1990』を出版。
- 森本政彦が社長に就任。
- 1992年 - ちくま学芸文庫創刊。
- 1994年 - ちくま新書創刊。
- 1996年 - 柏原成光（1939年 - ）が社長に就任。
- 1998年 - 決定版『太宰治全集』を刊行開始（全13巻）。
- 1999年 - 菊池明郎が社長に就任。
- 2005年 - ちくまプリマー新書創刊。
- 2010年 - 10月、筑摩選書創刊。
- 2011年 - 熊沢敏之が社長に就任。3月、創立70周年記念出版として、筑摩選書版で和田芳恵『筑摩書房の三十年』が復刊し、あわせて永江朗『筑摩書房 それからの四十年 1970-2010』が刊行。
- 2015年 - 山野浩一が社長に就任。
- 2018年 - 喜入冬子が社長に就任。
- 2021年、一般社団法人出版梓会の第37回出版文化賞を受賞。
  - 松岡和子翻訳の『シェイクスピア全集』完結、『世界哲学史』全8巻＋別巻完結、平野雄吾『ルポ入管絶望の外国人収容施設』の刊行などの理由により[5]。

## 倒産・再建について
2007年（平成19年）3月、出版関係者が集った『本の会』主催の講演会（東京・文京区本郷）にて、社長の菊池明郎（倒産時は入社7年目の営業マン）が、『筑摩書房はどのようにして復活したのか、倒産30年の軌跡』で詳細な経緯を語った。
- 「損をしてもいいから、良い本を出そう」が創業精神であったため、経営がピンチになるたびに、創業者の古田晁が自らの財産である故郷の山林を売って、赤字を補填してきた。
- 倒産時まで、社長が労働組合を恐れ、ボーナスを大盤振舞いし、放漫経営をしていた。
- 再建のために、『マーケティング重視への転換。実売率を高めていく』の方針をたてた。
- まず書店からの売上スリップでデータを取り、分析、解析。やがて、POSデータの活用も行った。後に解析のためのシステムの開発も十分に行い、同業他社に比べ、早くから社内LANを導入し、全員がパソコンを持った。埼玉にある倉庫にも無線LANを使い、返品、入庫のデータを飛ばすなどした。
- ロバート・キヨサキ『金持ち父さん　貧乏父さん』は当初反対が多かったが、結果として一連の著作シリーズは250万部以上が売れるベストセラーになった。

### 関係者による書籍
- 菊池明郎 『営業と経営から見た筑摩書房　出版人に聞く〈7〉』論創社、2011年、聞き手小田光雄による回想と検証
- 柏原成光 『本とわたしと筑摩書房』パロル舎、2009年
- 柏原成光 『黒衣の面目　編集の現場から』風濤社、1997年
倒産・再建の経緯や、関連人物を回想している。
- 田中達治 『どすこい出版流通　筑摩書房「蔵前新刊どすこい」営業部通信　1999-2007』ポット出版、2008年
著者（1950〜2007年）は、菊池の後任の営業部長で取締役にも就いたが、2007年7月にガンで退任し数か月後に病没した。
- 松田哲夫 『編集狂時代』（本の雑誌社、1994年）。改訂版・新潮文庫で再刊
半生記、著者は専務取締役を経て顧問、多くのマスメディアに登場。詳しい内情が記されているが、柏原や菊池とは（露骨なメディア出演や、出版路線などをめぐり）対立している。
- 臼田捷治編 『書影の森－筑摩書房の装幀 1940-2014』みずのわ出版、2015年
装幀に関わった多くの装丁者、編集者、社内デザイナー達の足跡を紹介

創業者古田の周辺
- 『回想の古田晁』筑摩書房、1974年。井上達三編、非売品
  - 改訂版 『そのひと　ある出版者の肖像』臼井吉見編、径書房、1980年
- 野原一夫 『含羞の人　回想の古田晁』文藝春秋、1982年
- 塩澤実信『古田晁伝説』河出書房新社、2003年。伝記
  - 改訂版『奇跡の出版人 古田晁伝』東洋出版、2015年
- 柏原成光 『友　臼井吉見と古田晃と－出版に情熱を燃やした日々』紅書房、2013年
筑摩書房創立に深い関わりを持つ二人の友情を、青年期から古田の死後まで辿ったドキュメント。

## 本社
〒111-8755  東京都台東区蔵前二丁目5番3号
神田神保町の隣の神田小川町に小さな建物の本社があったが、そこを1988年に売却し、蔵前に移転した。もとは貸しビルだったが買い取り本社にした。
- 評論家の川本三郎は、そのエッセイの中で筑摩書房の編集者たちが神保町古書店街という偉大な図書館から離れてしまったために、資料収集・検証作業などが不便となり、色々と苦労させられた旨が述べられている。

かつて受注業務や出荷・改装を行うサービスセンターをさいたま市北区櫛引町に置いていたが、2018年8月10日に閉鎖し、在庫管理業務は昭和図書（小学館グループの物流会社）に委託する体制に移行した。サービスセンター稼働時は刊行書籍の奥付に「在庫の問い合わせなどはそちら（サービスセンター）に連絡して下さい」とのただし書きがあった。閉鎖後は受注業務は本社営業部が直接受け持つ体制になった。

## 主な書籍シリーズ
- ちくま文庫
- ちくま学芸文庫
- ちくま新書　
  - ちくまプリマー新書
- 筑摩選書
- ちくま日本文学全集
- ちくま日本文学

休刊・廃刊
- 筑摩叢書
- ちくまプリマーブックス
- ちくまライブラリー